# Martin Kučera
Martin Kučera (ur. 10 maja 1990 w Bratysławie) – słowacki lekkoatleta specjalizujący się w biegu na 400 metrów przez płotki.
W 2013 został mistrzem uniwersjady w Kazaniu.
Złoty medalista (w drużynie) igrzysk europejskich (2015) – indywidualnie zwyciężył w biegu na 400 metrów przez płotki, biegł także w zwycięskiej sztafecie 4 × 400 metrów.
Siódmy zawodnik mistrzostw Europy w Amsterdamie oraz uczestnik igrzysk olimpijskich w Rio de Janeiro (2016).
Złoty medalista mistrzostw Słowacji oraz reprezentant kraju na drużynowych mistrzostwach Europy.
Rekord życiowy: 49,08 (7 lipca 2016, Amsterdam).

## Osiągnięcia
| Rok  | Impreza                                | Miejsce          | Lokata     | Wynik |
| ---- | -------------------------------------- | ---------------- | ---------- | ----- |
| 2012 | Mistrzostwa Europy                     | Helsinki         | eliminacje | 51,50 |
| 2013 | II liga drużynowych mistrzostw Europy  | Bańska Bystrzyca | 2. miejsce | 50,95 |
| 2013 | Uniwersjada                            | Kazań            | 1. miejsce | 49,79 |
| 2015 | III liga drużynowych mistrzostw Europy | Baku             | 1. miejsce | 50,70 |
| 2016 | Mistrzostwa Europy                     | Amsterdam        | 7. miejsce | 49,82 |
| 2016 | Igrzyska olimpijskie                   | Rio de Janeiro   | eliminacje | 51,47 |
| 2018 | Mistrzostwa Europy                     | Berlin           | półfinał   | 50,30 |
| 2022 | Mistrzostwa Europy                     | Monachium        | eliminacje | 50,82 |